# آکیرا ایشیدا
آکیرا ایشیدا (انگلیسی: Akira Ishida; ۲ نوامبر ۱۹۶۷ – ) صداپیشه، بازیگر، و مجری رادیو اهل ژاپن بود.